# 利賀のはつうま
利賀のはつうま（とがのはつうま）は五箇山地方のひとつである富山県南砺市利賀（旧 東礪波郡利賀村）の上村（うえむら）地区で1月上旬の土曜、日曜日の2日間にわたり、子供達が各地区の家庭を回り囃し唄に合わせて舞い、五穀豊穣や家内安全を祈願する、江戸時代後期の文化年間（1804年〜1818年）より約200年続く正月行事である。国の選択無形民俗文化財に選択されている。

## 概要
古くは、たいへん雪深いことで知られる五箇山の旧利賀村の上村（うえむら）、下村（したむら）、岩渕（いわぶち）の3地区で毎年1月15日に五穀豊穣や家内安全、また養蚕が盛んだったこともあり養蚕の振興を祈願し行なわれていたもので、もともとは旧暦の2月最初の午の日に行なわれていたものが、現在の日程に変更となっていったものと考えられている。現在は過疎による小子化により1999年（平成11年）より上村地区のみで行なわれているが、伝統は守り貫かれている。
1982年（昭和57年）12月21日に「利賀のはつうま行事」として国の選択無形民俗文化財に選択されている。また2004年（平成16年）7月16日に、富山県の無形民俗文化財に指定された。なお小学生の児童達だけで行なわれる行事で文化財に選択されているものは、全国的にも大変珍しいものといえる。また2006年（平成18年）には、「とやまの文化財百選（とやまの祭り百選部門）」に選定されている。
はつうま行事の世話役は、はつうまには最低5人の子供達が必要だが前述のとおり、過疎による小子化で他地区の児童を助っ人として借り受け行なわれているのが現状で、2013年（平成25年）には5人の小学生でおこなわれた。しかし同年春に3人が卒業し、新入生は来年春までいないため翌年の行事は休止せざるを得ないと発表し、存続の危機を迎えている。
その後2014年（平成26年）のはつうまは、中学校に進学した生徒2人を加え行うこととなったが、今後も小学校入学児童が少ないため、一人二役や、高校生の参加、太鼓演奏の録音音源の使用などを検討し存続の道を探ることとなった。地区の代表はいずれにしても苦渋の選択だが、一度でもやめると復活させるのは難しいとしている。また文化庁は選択肢がない現状では地域の実情や時代に合わせた運用で存続の道を探ってほしいとして、柔軟な運用を認めている。

## 行事内容
行事には小学1年生から6年生の男女児童全員が参加し、神主・馬・太鼓・歌唄い・俵（ひょう）ころがしの役割に分かれた子供達が順に並び、それぞれの地区のすべての家の中に長靴のまま上がり込む。まず神主の衣装を着た子供が蚕の神様の絵が描かれた札を家の大黒柱に立て掛け祝詞を唱える。次に神主と入れ替わり馬役の2人が獅子舞のような藁のしっぽがついた幕（馬の幕）に入り、1人が藁でできた馬の頭1人がしっぽを持ち前に出て、太鼓に合わせ「乗り込んだ乗り込んだ、お馬が乗り込んだ･･･」という歌唄いと神主の囃し唄に合わせ頭としっぽを振りながら舞う。その後俵（ひょう）ころがしといわれる中に籾がらを一斗量詰めた俵（たわら）に縄を付けたものを、唱えごとをしながら重そうに引く所作を行ない、火の用心や福の神と書かれた守り札を撒く。終了後家の人がお礼にお菓子やお餅、みかん、祝儀袋などを渡すと次の家に向かう。
- 子供が多くいた頃には小学3年生〜6年生の男子だけで行なっていたが、1970年ごろからは1、2年生男子が、1980年ごろからは女子が加わって行われている[3]。
- 現在は子供達の足元は長靴だが、かつては藁でできた深靴（雪沓）であった。
- 長靴のまま家に上がるので、畳の間の場合はゴザを敷く。
- 神主以外の衣装は半纏に帯とズボンで、頭に豆しぼりの手拭いで鉢巻をする。
- 下村地区では神主役はおらず、代わりに「すっとこ坊主」といわれる役がいた。
- 囃し唄は出だしの「乗り込んだ乗り込んだ、お馬が乗り込んだ」以降の歌詞は、3地区で多少違う部分がある。